# Lucio García del Solar
Lucio Alberto Saturnino García del Solar (Mar del Plata, 31 de enero de 1922 - Buenos Aires, 26 de noviembre de 2010) fue un diplomático argentino, considerado uno de los mayores expertos en la cuestión de las islas Malvinas.
Graduado en Relaciones Internacionales en París en 1958 en el Instituto de Estudios Diplomáticos, fue encargado de negocios ante la ONU (1962-1966), embajador ante la Unión Soviética (1966), Estados Unidos (1982-1986) y la UNESCO (2000-2002).

## Biografía

### Primeros años y familia
Tenía ascendencia chilena por vía materna, y mientras que su padre era de origen tucumano y descendiente de Juan Bautista Alberdi. Su madre además era sobrina bisnieta de Manuel Dorrego. Su abuelo Francisco Lucio García fue ministro de instrucción pública de Luis Sáenz Peña.
Nacido en Mar del Plata, realizó sus estudios secundarios en el Colegio Marista Champagnat de la ciudad de Buenos Aires y luego ingresó a la Facultad de Derecho de la Universidad de Buenos Aires.
Se casó en tres oportunidades y tuvo cuatro hijos.

### Carrera diplomática
Ingresó a la Cancillería Argentina en 1945 como agregado y vicecónsul. Debido a su inclinación antiperonista, renunció a la carrera diplomática en junio de 1946 con el ascenso del gobierno de Juan Domingo Perón. Durante nueve años trabajó en una empresa comercial como traductor, y apoyó a los grupos que conspiraban contra Perón, llegando a participar como civil en el intento de golpe de Estado de 1951. Regresó al ministerio de relaciones exteriores en septiembre de 1955 tras el golpe de Estado de la Revolución Libertadora, cuando fue nombrado consejero y secretario privado del canciller Mario Amadeo.
Con Luis Podestá Costa como canciller, García del Solar es nombrado consejo de la embajada argentina ante la Unesco, acompañando a Eduardo Mallea durante cinco años. A mediados de 1961 regresó a la Argentina y fue nombrado jefe de gabinete del canciller Miguel Ángel Cárcano. En enero de 1962 fue enviado a la misión argentina ante la ONU. Pese a que su intención era renunciar de nuevo a la carrera diplomática, Cárcano decide enviarlo a Nueva York, como segundo de Mario Amadeo. Con el derrocamiento de Frondizi, Amadeo renuncia al cargo, quedando García del Solar como encargado de negocios ad interim. Con la llegada de Arturo Illia, se nombró a un embajador que falleció antes de partir hacia Nueva York, permaneciendo García del Solar en el cargo hasta 1966.
Fue nombrado embajador en la Unión Soviética por el gobierno de Illia. Allí comenzó a negociarse un convenio comercial que se firmó en 1971. Además, en una reunión con el canciller soviético Andréi Gromyko, le manifestó que el gobierno argentino veía con «preocupación» el apoyo soviético a los movimientos de izquierda de América Latina, expresando que era contradictorio a la resolución 2131 de Naciones Unidas sobre no intervención, que la propia Unión Soviética había apoyado. Renunció al servicio exterior en junio de 1966 con el derrocamiento del gobierno democrático con el golpe de Estado de Juan Carlos Onganía, permaneciendo en Moscú hasta el mes de agosto, tras delegar sus funciones al encargado de negocios interino.
Tras partir de la Unión Soviética, se dirigió a París, donde se reunió con René Maheu, director general de la Unesco. Gracias a él, es nombrado miembro del Cuerpo General de Inspección, que funcionó en la oficina de la Organización de las Naciones Unidas en Ginebra. Permanece allí hasta 1973 cuando es nombrado en la comisión consultiva de asuntos presupuestarios de la ONU hasta 1982. Llegó a postularse para ser subsecretario de Naciones Unidas.
Regresó nuevamente a la actividad diplomática argentina en septiembre de 1982, luego de la derrota de la guerra de las Malvinas, cuando fue nombrado embajador en Estados Unidos por el gobierno militar, siendo ratificado por el gobierno democrático de Raúl Alfonsín meses después. A su nombramiento se opuso Emilio Massera, con las excusas de que "era divorciado y vuelto a casar" y porque en el texto de su renuncia de 1966 había, según él, "expresiones agraviantes a las Fuerzas Armadas". En el cargo, encabezó las negociaciones sobre el problema del endeudamiento externo. Fue uno de los pocos diplomáticos de carrera argentinos al frente de la embajada en Washington D. C. y el único que a su vez también había representado a la Argentina en Moscú.
En diciembre de 1982, antes del retorno a la democracia, García del Solar se reunió en Washington D. C. con Elliott Abrams, funcionario de la subsecretaría de Estado de Derechos Humanos estadounidense. Allí conversaron sobre la apropiación de menores por parte de la dictadura autodenominada Proceso de Reorganización Nacional, confirmando así que las autoridades de facto conocían la situación y se negaban a buscar una solución.
Durante el Juicio a las Juntas en 1985, Theo van Boven, miembro de la Subcomisión de Derechos Humanos de la ONU afirmó que García del Solar "le pedía siempre que la ONU aumentara su presión sobre los militares para frenar las violaciones a los derechos humanos".
Fue fundador del Consejo Argentino para las Relaciones Internacionales (CARI), presidió el Consejo Superior de Embajadores de la Cancillería y fue colaborador de los diarios La Nación y Clarín. También ha sido presidente del Consejo Superior de Embajadores de la Cancillería Argentina, entre 1990 y 1991, y miembro de la Comisión de Relaciones Exteriores del Comité Nacional de la Unión Cívica Radical (UCR).

## Cuestión Malvinas

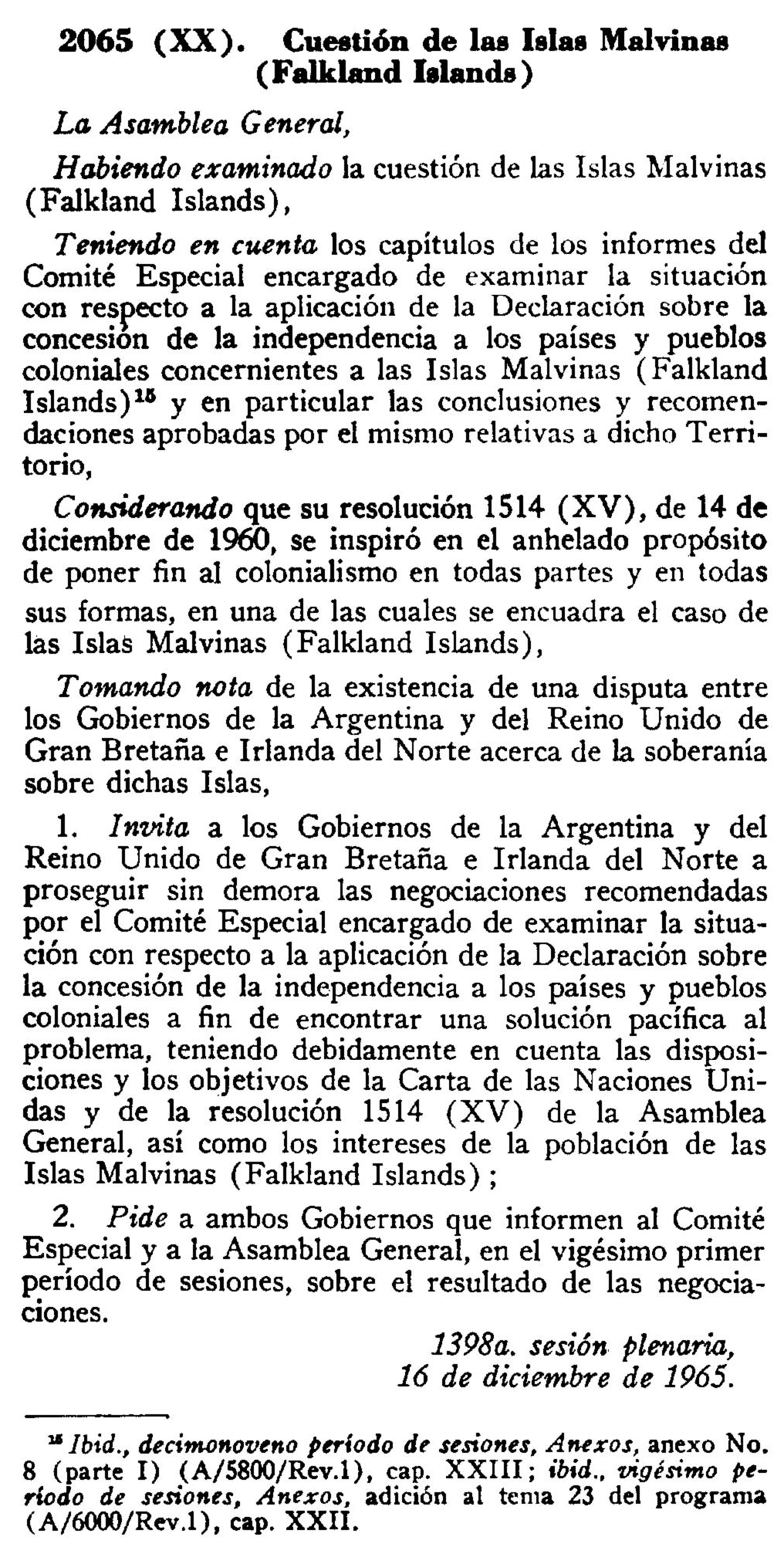
Texto de la resolución 2065.

### Resolución 2065
Dedicó su carrera a la disputa entre los gobiernos de Argentina y el Reino Unido sobre el territorio de las Islas Malvinas. Gestó logros diplomáticos, como la resolución 2065 de 1965 de la Asamblea General de la ONU, que instaba a la solución diplomática del conflicto y que incorporó el tema de soberanía en las negociaciones entre Argentina y Reino Unido. Al momento de preparar la resolución estuvo acompañado con Bonifacio del Carril, nombrado embajador extraordinario por el presidente Illia.
Durante su cargo en Naciones Unidas comenzaron en 1964 las negociaciones dentro del Comité de Descolonización con el fin de obtener un proyecto de resolución que invitase a las dos partes a negociar, teniendo en cuenta los "intereses" de los habitantes de las islas, y no sus "deseos". El anteproyecto fue redactado en combinación con el presidente del Subcomité III, el embajador de Uruguay, Carlos María Velázquez. También se logró equiparar los nombres Malvinas y Falklands en los documentos de la organización internacional.
Según una nota de García del Solar al entonces canciller Miguel Ángel Zavala Ortiz, fechada en octubre de 1964, el representante también buscaba dar máxima publicidad internacional a la cuestión y contrarrestar todo intento de la delegación británica que tenga como fin favorecer la creación de un gobierno autónomo en Malvinas, aplicando para ello el derecho de autodeterminación.
Tras la resolución, se iniciaron las negociaciones para la transferencia de soberanía de las islas.
García del Solar luego se opuso a la guerra de 1982.

### Acuerdos de Madrid

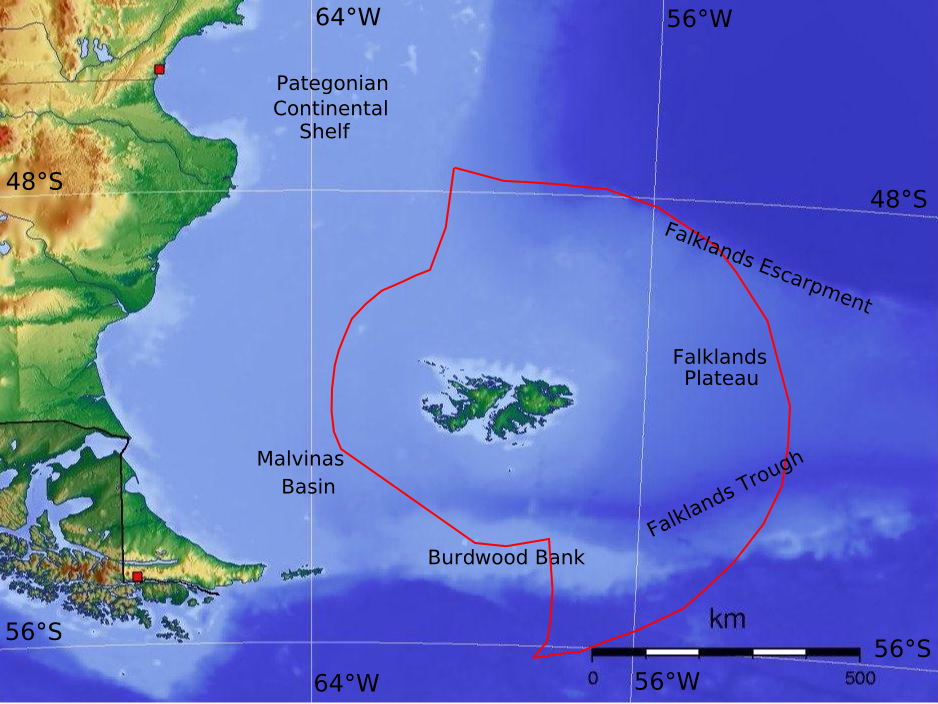
Mapa de la "Zona de Conservación Externa" de las islas Malvinas.

Durante el gobierno de Carlos Menem, y con Domingo Cavallo como Canciller, fue nombrado representante especial para las negociaciones de normalización de relaciones con el Reino Unido, entre octubre de 1989 y febrero de 1990.
Previamente, entre los días 16 y 17 de agosto de 1989, se reunió a solas con su par británico Crispin Tickell. Los acuerdos firmados en Madrid confirmaron la figura de "paraguas de soberanía" (no se discutía sobre el tema) y reanudaron las relaciones diplomáticas. Los acuerdos también incluyeron el levantamiento por parte del Reino Unido de la zona militar de exclusión en torno a las islas, y las posibilidades de acuerdos comerciales y de explotación conjunta de pesca y petróleo en las aguas adyacentes de las islas en el mar Argentino, en la zona de pesca ocupada arbitrariamente por el Reino Unido en 1982 y la cual García del Solar manifestó que la Argentina no solicitaría el levantamiento de la misma, aceptándola tácitamente (siendo esto favorable para la economía de las islas).
Previamente, en junio de 1987 García del Solar había participado en una reunión en la sede de Naciones Unidas junto al entonces canciller Dante Caputo, el diplomático argentino Marcelo Delpech, y el Subsecretario de Estado de Estados Unidos para América del Sur Robert S. Gelbard, donde el funcionario estadounidense se comprometió a retransmitir la idea de Caputo del "paraguas de soberanía".
En los años siguientes se expresó en contra la gestión en la Cancillería de Guido Di Tella, acusando a él y a Menem de "una fascinación reverencial por los grandes países" y de aplicar "una política de consentimiento ante la reafirmación constante de los británicos de sus pretensiones de soberanía". En 2006, sugirió "desarrollar la amistad y el comercio con Gran Bretaña sin que Malvinas afecte las relaciones bilaterales, pero sin olvidar los reclamos de soberanía en las islas".

## Premios y distinciones
- 1988 - Premio Konex.[3]
- Orden al Mérito (Francia)
- Orden Cruzeiro do Sul (Brasil)
- Orden de San Carlos (Colombia)
- Orden del Mérito de la República Federal de Alemania